# だいすき (高橋由美子の曲)
「だいすき」は、1992年12月16日にリリースされた高橋由美子の9枚目のシングルである。

## 解説
映画『ちびまる子ちゃん わたしの好きな歌』主題歌、木村しょう子役で声優としても出演している。

## 収録曲
- 全曲編曲：千住明

1. だいすき
  - 作詞：さくらももこ / 作曲：筒美京平
2. 二人のSymphony
  - 作詞：鮎川めぐみ / 作曲：さくら一郎
3. だいすき（オリジナル・カラオケ）
4. 二人のSymphony（オリジナル・カラオケ）